# Associazione della Nebulosa di Orione

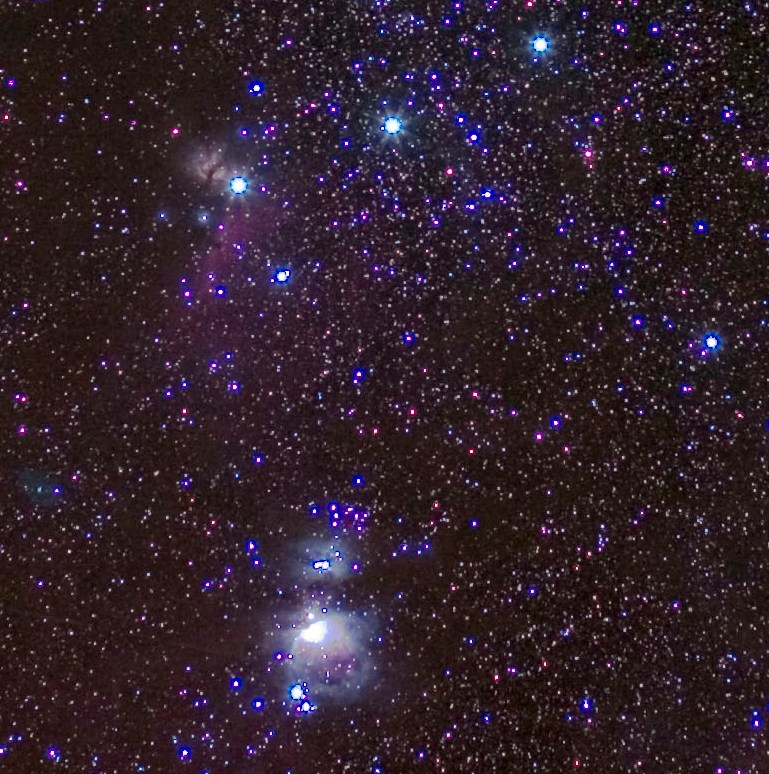
I dintorni della Nebulosa di Orione.

L'Associazione della Nebulosa di Orione è una vastissima associazione stellare che comprende oltre 2000 stelle molto giovani formatesi nell'ultimo milione di anni; si estende fino ad una distanza di 1500 anni luce dalla Nebulosa di Orione.
Sembra che da questo gruppo provengano anche le cosiddette stelle fuggitive, stelle con una notevole velocità che si muovono in direzione opposta alla costellazione di Orione. Di recente si è scoperto che alcune delle stelle che compongono l'associazione sono delle stelle binarie, e il più delle volte si tratta di stelle con massa doppia rispetto al Sole, che hanno come compagne delle stelle nane di classe M, ossia delle nane rosse nella sequenza principale; queste stelle hanno una massa inferiore alla metà della massa solare e ben 3,5 - 5 volte inferiore delle stelle che compongono altre associazioni stellari, come l'associazione Taurus-Auriga e l'associazione Scorpius-Centaurus. Il numero di stelle doppie di piccola massa alla periferia dell'associazione sarebbe inoltre simile o leggermente più elevata di quello del centro dell'associazione stessa: questo contrasta con la teoria secondo cui la bassa frequenza di stelle binarie dell'ammasso sia causata dalla dissoluzione dei legami tra le coppie dovuta alle interazioni dinamiche.